# Nai Garhi
Nai Garhi là một thị xã và là một nagar panchayat của quận Rewa thuộc bang Madhya Pradesh, Ấn Độ.

## Nhân khẩu
Theo điều tra dân số năm 2001 của Ấn Độ, Nai Garhi có dân số 8767 người. Phái nam chiếm 51% tổng số dân và phái nữ chiếm 49%. Nai Garhi có tỷ lệ 50% biết đọc biết viết, thấp hơn tỷ lệ trung bình toàn quốc là 59,5%: tỷ lệ cho phái nam là 63%, và tỷ lệ cho phái nữ là 36%. Tại Nai Garhi, 19% dân số nhỏ hơn 6 tuổi.